# Sphinctanthus
Sphinctanthus  es un género   de plantas con flores de la familia de las rubiáceas.   Es nativo de los trópicos de Suramérica.

## Taxonomía
El género fue descrito por George Bentham y publicado en Journal of Botany, being a second series of the Botanical Miscellany 3: 212. 1841.

## Especies aceptadas
A continuación se brinda un listado de las especies del género Sphinctanthus aceptadas hasta mayo de 2015, ordenadas alfabéticamente. Para cada una se indica el nombre binomial seguido del autor, abreviado según las convenciones y usos.	
- Sphinctanthus acutilobus Huber (1914 publ. 1915).
- Sphinctanthus aurantiacus (Standl.) Fagerl. (1943).
- Sphinctanthus hasslerianus Chodat (1904).
- Sphinctanthus insignis Steyerm. (1981).
- Sphinctanthus maculatus Spruce ex K.Schum. in C.F.P.von Martius & auct. suc. (eds.) (1889).
- Sphinctanthus microphyllus K.Schum. in C.F.P.von Martius & auct. suc. (eds.) (1889).
- Sphinctanthus polycarpus (H.Karst.) Hook.f. in G.Bentham & J.D.Hooker (1873).
- Sphinctanthus striiflorus (DC.) Hook.f. ex K.Schum. in C.F.P.von Martius & auct. suc. (eds.) (1889).